# Kim Chan-young
Kim Chan-young (kor. 김찬영; * 1. April 1989) ist ein südkoreanischer Fußballspieler.

## Karriere
Kim Chan-young erlernte das Fußballspielen in der Schulmannschaft der Janghoon High School sowie in der Universitätsmannschaft der Kyung-Hee-Universität in Südkorea. Seinen ersten Vertrag unterschrieb er bei Chungju Solveige. Über die unterklassigen Verein Mokpo City FC, Tonan Maebashi und Cheongju Jikji unterschrieb er 2014 einen Vertrag bei Busan IPark. Das Fußballfranchise aus Busan spielte in der höchsten Spielklasse Südkoreas,  der K League Classic. Für Busan absolvierte er 32 Spiele. 2016 stand er beim Gangneung City FC unter Vertrag. Der Verein spielte in der dritten Liga, der K3 League. 2017 ging er zum Ligakonkurrenten Gimhae City FC. Im Juni 2017 verließ er seine Heimat und wechselte nach Thailand. Hier unterschrieb er einen Vertrag beim Kasetsart FC. Der Verein aus der thailändischen Hauptstadt Bangkok spielte in der zweithöchsten Liga des Landes, der Thai League 2. Nach nur einem Monat wurde der Vertrag wieder aufgelöst. Kim kehrte nach Südkorea zurück und unterschrieb einen Vertrag beim FC Anyang. Mit dem Klub aus Anyang spielte er in der zweiten Liga. Sein ehemaliger Klub Gangneung City FC verpflichtete ihn die Saison 2019. Seit Anfang 2019 steht er beim Byuksan Players FC unter Vertrag.